# Stahl Judit
Stahl Judit (Budapest, 1968. november 26. –) magyar televíziós műsorvezető, üzletasszony. 2015-ben a Forbes őt választotta a 8. legbefolyásosabb magyar nőnek az üzleti életben.

## Életpályája
Szülei Stahl János (1939–2008) matematikus, egyetemi tanár és Balás Éva. Középiskolai tanulmányait az ELTE Apáczai Csere János Gyakorló Gimnázium és Kollégiumában végezte, biológia tagozaton. A középiskola után a Színház- és Filmművészeti Főiskola rendezői szakára felvételizett. 1988–1992 között, szülei nyomására, a főiskolával párhuzamosan cukrászatot tanult. 1989–1994 között a Magyar Televízió szerkesztő-riportere, 1997–2002 között a TV2 szerkesztő-műsorvezetője volt. 2004 óta a Kulinária Kiadó tulajdonosa.

## Magánélete
2001-ben kötött házasságot Bohus Csabával. Lánya 2004-ben született Rochlitz Andrástól (Hanna), akit férje a nevére vett.

## Műsorai
- Tények (1997–2002)
- Jó estét, Magyarország!
- Páratlan (2000)
- Micukó (2003)
- Stahl konyhája (2003–)

## Könyvei
- Enni jó! Kedvenc receptjeim zsúfolt hétköznapokra és megérdemelt hétvégékre; Park, Bp., 2002
- Gyorsan, valami finomat! 35 perces ételek; Park, Bp., 2003
- Büntetlen örömök (2004)
- Végre otthon! Családi ebédek, baráti vacsorák, ünnepi ételek; Kulinária, Bp., 2006
- Gyors olaszos tészták (2007)
- Gyors szárnyas ételek (2007)
- Gyors édességek (2007)
- Gyors muffinok (2008)
- Gyors húsos ételek (2008)
- Gyors házias ételek (2008)
- Szegő András: Bombasiker. A 10 legsikeresebb magyar szerző: Fejős Éva, Lajos Mari, Lőrincz L. László, Lux Elvira, Müller Péter, Nemere István, Rácz Zsuzsa, Stahl Judit, Vass Virág, Vavyan Fable; Duna International, Bp., 2011
- Stahl konyhája. 10 éve a képernyőn. A tévéműsor legjobb receptjei; Kulinária, Bp., 2012
- Gyors konyha. Receptek 10, 20, 30, 45 perc alatt; Alexandra, Pécs, 2014
- A világ asztalánál; Kulinária, Bp., 2015
- Ázsiai kalandok; Lettero, Bp., 2018
- Ínyenc szárnyasok; Lettero, Bp., 2018
- Csokis csábítások; Lettero, Bp., 2018
- Mentes édességek. A forradalmi desszertkönyv másként evőknek; Lettero, Bp., 2019
- Keresd a csokit! Lettero, Bp., 2021